# Heli Flight Marine
Le Heli Flight Marine est une escadrille d'hélicoptères appartenant à la composante air de l'armée belge, basée sur la base aérienne de Coxyde, dans la ville du même nom, dans la province de Flandre-Occidentale.

## Mission
Il a pour principal mission le soutien logistique aux navires de la composante marine sur lesquels les Alouette III peuvent se poser.

## Composition
- 3 Alouette III, entrées en service en 1971